# Thor (Schiff, 1938)
Die Thor war ein im Zweiten Weltkrieg unter der Bezeichnung Schiff 10 für den Einsatz bei der Kriegsmarine vereinnahmtes deutsches Handelsschiff. Es war ursprünglich das turbinengetriebene Kühlschiff Santa Cruz der Oldenburg-Portugiesischen Dampfschiffs-Rhederei, Oldenburg, für den Liniendienst Hamburg–Kanarische Inseln–Afrika. Unter der Bezeichnung Handelsstörkreuzer 4 (HSK 4) wurde das Schiff als Hilfskreuzer eingesetzt. Den Namen Thor wählte man nach dem germanischen Donnergott. Bei der britischen Royal Navy war die Thor als Raider E bekannt.

## Einsatzgeschichte
Der Handelsstörkreuzer 4 Thor war ein zum Hilfskreuzer umgebautes Kühlschiff. Kommandant auf der ersten, erfolgreicheren Fahrt war Kapitän zur See Otto Kähler. Auf insgesamt zwei Fahrten wurden 148.640 BRT aufgebracht. Damit war die Thor, hinsichtlich der versenkten Tonnage, der erfolgreichste deutsche Hilfskreuzer des Zweiten Weltkriegs. Aufgabe der Thor war die Störung des Handels im Südatlantik und die Bindung von britischen Kriegsschiffen.
Während ihrer ersten Unternehmung operierte die Thor, die am 6. Juni 1940 auslief, zeitweilig in den gleichen Gewässern wie ab November 1940 die Admiral Scheer. Zur Täuschung des Gegners lief der Hilfskreuzer teilweise unter jugoslawischer (unter dem Namen Vir) oder unter sowjetischer Flagge. Vor Eröffnung des Feuers auf ein gegnerisches Schiff wurde die Seekriegsflagge des Deutschen Reiches gehisst.

### Bewaffnung
Die Thor wurde als Hauptbewaffnung mit sechs Schnellfeuerkanonen der ehemaligen Mittelartillerie kaiserlicher Linienschiffe aus dem Jahre 1913 ausgestattet. Diese standen verborgen auf dem Vordeck, dem Achterdeck und seitlich der Aufbauten unter tarnenden Decksaufbauten und zwei im Zwischendeck des Frachtraumes hinter Klappen in der Bordwand. So konnten im Verfolgungsgefecht drei und in der Breitseite vier dieser Geschütze gleichzeitig zum Einsatz gebracht werden. Die Geschütze an Oberdeck waren mit Schutzschilden versehen. Weiterhin waren hinter Klappen in der Bordwand unterhalb der Rettungsboote die Torpedorohre zu je zweien getarnt eingebaut. Auf den Aufbauten verteilt standen vier 2-cm-Fla-Kanonen und auf dem hinteren Aufbau eine 3,7-cm-Flak-Doppellafette.

### Die erste Fahrt
Am 6. Juni 1940 um 21.30 Uhr lief die Thor unter strengster Geheimhaltung aus. Die Besatzung hatte weder von ihren Angehörigen Abschied nehmen können, noch konnten sie ihnen sagen, wie lange sie auf See bleiben sollten. Diese erste Fahrt sollte 329 Tage andauern, fast ein ganzes Jahr. Nach Passage der Dänemarkstraße erfolgt zunächst der Durchbruch in den Nordatlantik, später in das Operationsgebiet im Südatlantik, die See zwischen der Ostküste Südamerikas und der Westküste Afrikas.

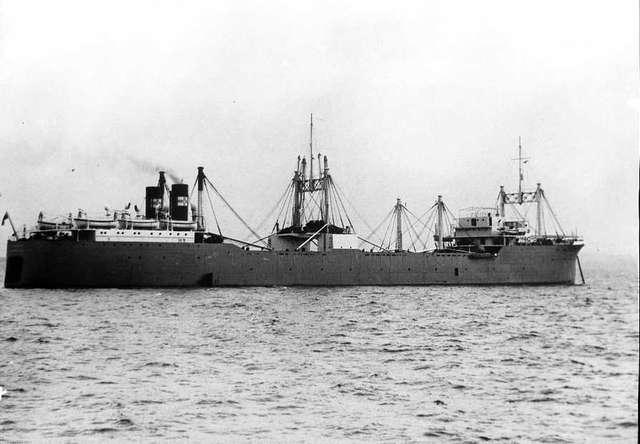
Das Walfangfabrikschiff Kosmos

Die größte Beute der Thor war das norwegische Walfangfabrikschiff Kosmos. Das zweitgrößte Schiff der norwegischen Handelsflotte befand sich mit einer Ladung Walöl auf der Fahrt nach Westindien, als es am 24. September von der Thor nahe dem Äquator gestoppt wurde. Trotz der wertvollen Ladung ließ der Kommandant das Schiff versenken, da er keine Chance sah, das auffällige Schiff in den deutschen Machtbereich zu verbringen. Die Kosmos war durch lange Liegezeiten seit der Jagdsaison 1939/1940 auch stark bewachsen und konnte nur geringe Geschwindigkeiten erreichen. Die Besatzung wurde an Bord genommen und wurde später an die Rio Grande abgegeben, die 364 Gefangene nach Frankreich verbrachte.
Während der Fahrt versorgte sich die Thor aus Prisen und Versorgungsschiffen (z. B. Alsterufer, Nordmark,  die Tanker Eurofeld und Rekum). Die Schiffbrüchigen der aufgebrachten gegnerischen Schiffe wurden, so es die Lage zuließ, geborgen und an Bord in einem eigens für diesen Zweck ausgerüsteten Raum interniert und bei gegebener Möglichkeit in die Heimat verbracht.
Während der Unternehmung kam die Thor dreimal in Kontakt mit britischen Hilfskreuzern.
Am 28. Juli 1940 lieferte sich die Thor ein Gefecht mit dem Hilfskreuzer Alcantara (22.209 BRT, 8 × 15,2-cm-Geschütze) und konnte den in Bewaffnung und Größe überlegenen Gegner bewegungsunfähig schießen und später fliehen. Bei diesem Gefecht wurde die Thor von zwei gegnerischen Granaten getroffen, von denen sich eine jedoch als Blindgänger erwies. Die andere schlug auf Höhe der Steuerbordtorpedorohre ein. Hierbei starben drei Männer, weitere wurden verletzt. Die Thor erlitt jedoch keine schweren Schäden.
Am 5. Dezember 1940 lieferte sich die Thor ein Gefecht mit dem unter dem Kommando von Henry Noel Marryat Hardy stehenden britischen Hilfskreuzer Carnarvon Castle (20.122 BRT, 8 × 15,2-cm-Geschütze). Auch in diesem Gefecht konnte die Thor den beschädigten Gegner in die Flucht schlagen.
Am 4. April 1941 versenkte die Thor den britischen Hilfskreuzer Voltaire (13.245 BRT, 8 × 15,2-cm-Geschütze).
Am 30. April 1941 legte die Thor wieder in Hamburg an. Zwölf gegnerische Schiffe mit zusammen 96.603 BRT waren versenkt oder aufgebracht worden.

#### Aufgebrachte Schiffe
|    | Name              | Typ             | Land           | Datum              | Tonnage in BRT | Verbleib                              | Ladung in Tonnen                                                |
| 1  | Kertosono         | Kombischiff     | Niederlande    | 1. Juli 1940       | 9.289          | als Prise nach Lorient, 1943 versenkt |                                                                 |
| 2  | Bruges            | Frachter        | Belgien        | 8. Juli 1940       | 4.983          | versenkt (Lage)                       | 6746 t Weizen                                                   |
| 3  | Gracefield        | Frachter        | Großbritannien | 14. Juli 1940      | 4.631          | versenkt (Lage)                       | 7.430 t Weizen und Kleie                                        |
| 4  | Wendover          | Frachter        | Großbritannien | 16. Juli 1940      | 5.489          | versenkt (Lage)                       | 7.250 t Kohle                                                   |
| 5  | Tela              | Frachter        | Niederlande    | 17. Juli 1940      | 3.777          | versenkt (Lage)                       | 2.555 t Hirse, 2407 t Mais, 489 t Weizen                        |
| 6  | Kosmos            | Walkocherei     | Norwegen       | 24. September 1940 | 17.801         | versenkt (Lage)                       | 17.662 t Walöl größtes von einem Hilfskreuzer versenktes Schiff |
| 7  | Natia             | Frachter        | Großbritannien | 8. Oktober 1940    | 8.715          | versenkt (Lage)                       | keine                                                           |
| 8  | Delambre          | Frachter        | Großbritannien | 25. November 1940  | 7.032          | versenkt                              | Baumwolle, Häute, Baumwollsaat, Holz                            |
| 9  | Trolleholm        | Frachter        | Schweden       | 25. März 1941      | 5.047          | versenkt                              | Kohlen                                                          |
| 10 | Britannia         | Passagierschiff | Großbritannien | 25. März 1941      | 8.799          | versenkt (Lage), 249 Tote             | Militärangehörige, zivile Passagiere, Stückgut, Kriegsmaterial  |
| 11 | Voltaire          | Hilfskreuzer    | Großbritannien | 4. April 1941      | 13.245         | versenkt (Lage), 75 Tote              | keine                                                           |
| 12 | Sir Ernest Cassel | Erzfrachter     | Schweden       | 16. April 1941     | 7.739          | versenkt                              | keine                                                           |

### Die zweite Fahrt
Am 30. November 1941 lief die Thor unter einem anderen Kommandanten, Kapitän zur See Günther Gumprich, erneut aus und verlegte zunächst in einen französischen Hafen. Von dort begann die eigentliche Fahrt am 12. Januar 1942. Auf den folgenden 321 Tagen wurden 52.037 BRT an feindlichem Schiffsraum versenkt oder aufgebracht.

#### Aufgebrachte Schiffe
|    | Name        | Typ         | Land           | Datum          | Tonnage in BRT | Verbleib                                                                            | Ladung in Tonnen                            |
| 1  | Pagasitikos | Frachter    | Griechenland   | 23. März 1942  | 3.942          | versenkt                                                                            | Kohlen                                      |
| 2  | Wellpark    | Frachter    | Großbritannien | 30. März 1942  | 4.649          | versenkt                                                                            | Militärgüter                                |
| 3  | Willesden   | Frachter    | Großbritannien | 1. April 1942  | 4.565          | versenkt                                                                            | u. a. Ölfässer an Deck                      |
| 4  | Aust        | Frachter    | Norwegen       | 3. April 1942  | 5.626          | versenkt                                                                            |                                             |
| 5  | Kirkpool    | Frachter    | Großbritannien | 10. April 1942 | 4.842          | versenkt                                                                            | Kohle                                       |
| 6  | Nankin      | Kombischiff | Großbritannien | 10. Mai 1942   | 7.130          | als Prise mit 500 Gefangenen nach Japan, umbenannt in Leuthen, mit Thor ausgebrannt | 162 Passagiere und 180 Besatzungsangehörige |
| 7  | Olivia      | Tanker      | Niederlande    | 14. Juni 1942  | 6.305          | versenkt                                                                            | Benzin und Kerosin                          |
| 8  | Herborg     | Tanker      | Norwegen       | 19. Juni 1942  | 7.892          | als Prise nach Japan umbenannt in Hohenfriedberg, 1943 versenkt                     | 11.000 t Rohöl                              |
| 9  | Madrono     | Tanker      | Norwegen       | 4. Juli 1942   | 5.894          | als Prise nach Japan umbenannt in Roßbach, 1944 versenkt                            | leer                                        |
| 10 | Indus       | Frachter    | Großbritannien | 20. Juli 1942  | 5.187          | versenkt, 23 Tote                                                                   |                                             |

### Das Ende des HSK 4
Am 30. November 1942 übernahm die Thor im Hafen von Yokohama Treibstoff aus dem Flottentanker Uckermark (ehemals Altmark). Dabei kam es aus bis heute ungeklärter Ursache zur Explosion des Versorgers. Neben der Uckermark und der Thor gerieten auch der Dampfer Leuthen sowie der japanische Dampfer Unkai Maru Nr.3 in Brand und wurden vernichtet. Von der Besatzung der Thor kamen 13 Mann ums Leben. Einen eindrücklichen Augenzeugenbericht dieses Unglückes lieferte der überlebende damalige Attaché der Deutschen Botschaft in Tokio, Erwin Wickert, der sich zum Zeitpunkt der Explosion an Bord der Thor befand.